# 1972年シカゴ・オヘア国際空港地上衝突事故
1972年シカゴ・オヘア国際空港地上衝突事故（1972ねんシカゴ・オヘアこくさいくうこうちじょうしょうとつじこ、英：1972 Chicago–O'Hare runway collision）は、1972年12月20日にアメリカ合衆国・イリノイ州シカゴのシカゴ・オヘア国際空港において滑走路27Lで離陸滑走を行っていたノース・セントラル航空575便（マクドネル・ダグラス DC-9-31）と、滑走路14Lに着陸後地上走行中に滑走路27Lへ誤進入したデルタ航空954便（コンベア-CV880）が衝突した事故である。
事故でノース・セントラル航空575便の乗客10人が死亡したほか両機で合計17人が負傷した。

## 事故機
デルタ航空954便に充当された機体記号N8807Eのコンベア-CV880は1960年7月25日に完成した機体で、事故後はかなり損傷していた。
ノース・セントラル航空575便に充当された機体記号N954Nのマクドネル・ダグラス DC-9-31は1967年12月27日に完成した機体で、事故後はほぼ完全に破壊された状態であった。

## 衝突までの動き

### デルタ航空954便
デルタ航空954便は、フロリダ州タンパのタンパ国際空港からイリノイ州シカゴのシカゴ・オヘア国際空港へ向かう定期便であった。事故当日の1972年12月20日東部標準時15時41分に954便は乗員7人と乗客86人の合計93人を乗せてタンパを出発し、中部標準時17時55分ないし56分にオヘア国際空港の滑走路14Lに着陸した。アプローチ中に乗員は管制官から滑走路14Lと14Rが離陸に使用されていると聞いていたが、27Lも使用中であるとは聞いていなかった
954便は滑走路14L着陸後、ターミナルへ向けて誘導路ブリッジ・ルートを地上走行していた。滑走路14Lとターミナルの間の南北橋を越えた時に副操縦士がオヘア地上管制と交信し、「橋の内側（すなわち南側）にいる」と報告した。この時点で954便は到着ゲートを指定されておらず、本来であれば地上管制官からゲートの指定を受けるまで滑走路脇のホールディングエリアで待機する必要があった。
地上管制官は「橋の内側」という言葉を聞き取れず、954便はまだ滑走路を出たばかりであると勘違いしていた。このため管制官は「32ボックスに入れ」と曖昧な指示を与えた。ここでのボックスは滑走路端にあるエンジンの確認を行うランアップエリアのことで、管制官は32ボックスと言えば1番近い14Lの反対側である32Rのランアップエリアに入るであろうと思っていた。しかし先述の通り954便は既に橋の南側にいて、機長と副操縦士は管制官が「橋の内側」にいることを知っており、「32ボックス」とは折り返す必要のある32Rのランアップエリアではなくその先にある32Lのランアップエリアであると解釈し32Lのランアップエリアに向けて地上走行を継続した。954便の乗員は32Lランアップエリアへの地上走行が許可されていると思っていたため、最短距離となる滑走路09R/27Lを中央付近で横断する橋・ターミナル外側円形誘導路・南北誘導路を経由する経路で32Lランアップエリアへ向かっていた。
954便と地上管制官の間での交信はこれ以降行われず、管制官は954便が32Rランアップエリアで待機中であると思い込み、一方954便の乗員は32Lランアップエリアへの地上走行が許可されており管制官は他の機に対し954便と干渉する移動を行わせないであろうと思い込み09R/27Lを横断しようと滑走路に進入した。また、954便の乗員はアプローチ中に14L/32Rと14R/32Lが離着陸に使用中であると聞いていたため09R/27Lは使用されていないと思い込み、滑走路上で別機と衝突する可能性はないと考えていた。

### ノース・セントラル航空575便
ノースセントラル航空575便はオヘア国際空港を出発し、ウィスコンシン州マディソンを経由してミネソタ州ダルースへ向かう定期便であった。事故当日、575便は乗員4人と乗客41人の合計45人を乗せて中部標準時17時50分に離陸のため滑走路27Lへ地上走行する許可を得た。オヘアのタワー管制は17時58分52.3秒に575便に27Lへ進入して離陸位置で待機するよう指示し、同59分18秒に離陸許可を発出した。59分24.3秒、575便機長は離陸滑走を開始したことを管制官に報告した。

## 衝突

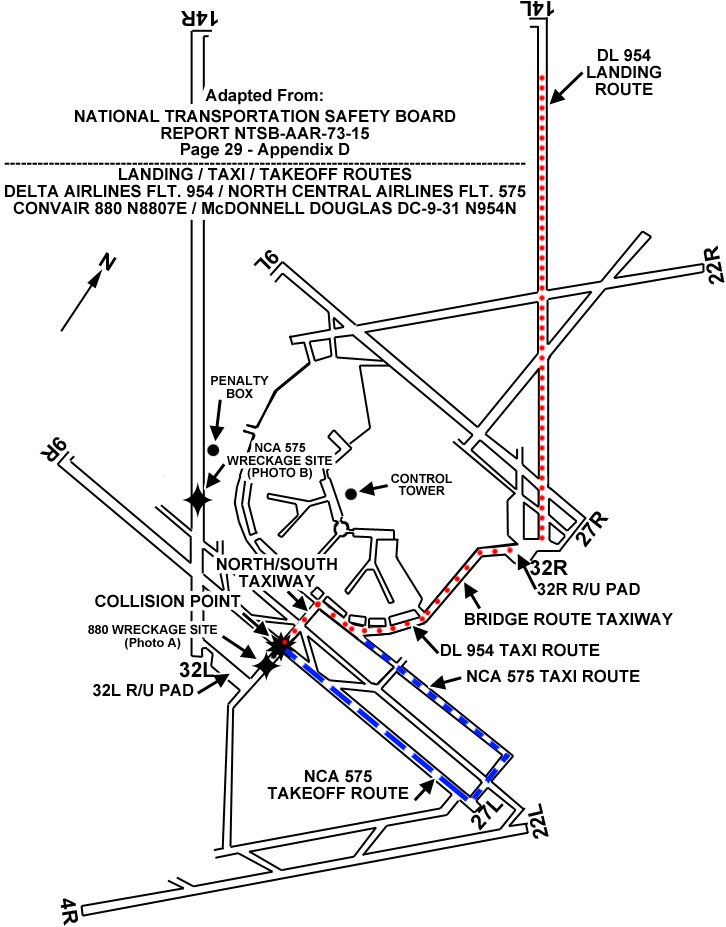
1972年12月20日、オヘア国際空港での954便（赤点線）と575便（青点線）の移動経路を書いた国家運輸安全委員会の図。地上管制官は図中央右の32Rランアップエリア (32R R/U PAD) で954便を待機させようと考えていたのに対し、954便の乗員は09R/27Lと交差する経路を走行し図左下の32Lランアップエリア (32L R/U PAD) に向かうと考えていた。954便と575便は図で示された09R/27L中央付近で衝突した。

575便が離陸滑走を始めた頃、空港周辺には濃い霧が出ており視程は約1⁄4マイル (400m) であった。575便の機長は霧の中を注視しており18時0分3秒、約1,600フィート (500m) 先の滑走路上に954便が居ることに気が付いた。この時点で575便の速度は約140ノット (160mph, 260km/h) に達していた。18時0分7.2秒、575便機長は「プルアップ！ (上昇せよ！)」と指示し、機長と副操縦士は954便の上を飛び越そうと操縦桿を目一杯に引き機首を上げようとした。575便は空中に浮きあがったが954便との衝突を回避するには遅すぎ、2機は18時0分8秒に衝突した。
575便は954便の左翼と垂直尾翼の大部分を引き裂き、575便自身は右主脚と右翼のフラップが脱落した。
衝突後、575便の機長は空中に留まることは不可能と判断し、速やかに滑走路へ着陸しようと試みた。しかし、着陸した際に残っていた2つの降着装置が機体後方へ折れ曲がり胴体着陸を行う形となり、機体は滑り始め27L脇の草地と並行誘導路を横切り滑走路14R/32L上で停止した。また、停止とほぼ同時に火災が発生した。
954便の乗員は575便と衝突するまで接近してきている575便の存在を認識しておらず、その後14R/32Lに滑っていくDC-9を副操縦士が見るまで575便の機体を見ていなかった。

## 避難

### デルタ航空954便
衝突直後、954便の機長は火災発生の報告を受けた。このため機長は速やかにエンジンを停止し緊急避難を指示した。乗員は4つの緊急ドアを開き脱出スライドを展開した。954便に搭乗していた乗員乗客は5分程で全員が無事に避難した。

### ノース・セントラル航空575便
575便は停止直後に機体後方で火災が発生し、キャビンが煙で満たされ客室内の照明は不十分であった。機長は消火装置を作動させると緊急避難を指示した。1人の乗客が右主翼上ドアを開き脱出した。また、1人の客室乗務員が反対の左主翼上ドアを開き、自分に従うよう付近の乗客に求め4人がこのドアから脱出した。もう1人の客室乗務員は乗降用ドアを開き、脱出スライドを展開しようとしたが膨張しなかった。この客室乗務員はドアへ向かってきた乗客に押される形で機外に押し出されたが、機外から乗客の脱出の補助を行った。機長はコックピットから客室へ出ると乗客に前へ向かってくるように呼びかけ、その後乗降用ドアから機外に出ると乗客の脱出の補助を行った。副操縦士はコックピットの窓から機外に脱出すると乗降用ドアで乗客の脱出の補助を行った。合計27人の乗客が乗降用ドアから脱出した。

## 救助対応
管制塔はノース・セントラル航空575便に何らかの異常があったことには気付いたが、濃い霧による視程の低下により何が起こったのかを把握することができず、事態を把握したのは事故発生から2分後であった。事態を把握すると管制塔はシカゴ消防局に通報し、通報から1分後、事故発生から3分後に現場に到着した。消防は11台の消防車と2台の救急車を用いて救難活動に当たり、事故発生から19分後、現場到着から16分後の18時19分頃に火災を鎮火した。
また、視程が非常に低かったため管制塔と消防は575便の単独事故であると誤認しており、事故発生から28分後の18時28分に消防士が09R/27L上で停止しているCV-880を発見し954便の関与が明らかになった。

## 死傷者

### デルタ航空954便
954便の乗員乗客93人の内2人が衝突時の衝撃で軽傷を負ったが、93人全員がそれ以上負傷することなく無事にCV-880から避難した。

### ノース・セントラル航空575便
衝突およびその後の滑走では死者は出なかったが、火災から逃げ遅れた9人がその場で死亡、1人が脱出に成功したが後に死亡し10人が犠牲となった。また、その他15人が負傷した。

## 調査
国家運輸安全委員会 (NTSB) は1973年7月5日に事故に関する報告書を発表した。事故の原因は視程が限られている状態で、航空機同士の衝突を避けるための管制が適切に行われていなかったことであった。交通の流れを促進するために使用される非標準の用語は、オヘア国際空港の管制官と乗員の間の交信では一般的に使われており、言葉の省略や語法の変更、口語表現の使用などが行われていた。またデルタ航空954便と地上管制官との交信において、地上管制官が「32ボックス」と省略して交信を行ったこと、954便乗員が32L側へ向かうという指示で合っているのかの確認を行わなかったことが事故の主な原因とされた。この双方の認識齟齬が重なった結果、管制官は954便の現在位置に関して混乱し、また管制官も954便乗員も互いがそれぞれの意図と反対のことをしていることに気が付かなかった。
NTSBはまた、ノース・セントラル航空の訓練プログラムには模擬事故状態での避難訓練が含まれておらず、575便の乗員が避難誘導に手こずったことで一般的な避難時間より多くの時間が掛かり9人が逃げ遅れて死亡した結果となったことにも言及した。これに伴い、連邦航空局はノース・セントラル航空に対し訓練方法の改善を要求した。また、NTSBは事故当時地上レーダーが使用されておらず、更に地上管制官が地上レーダーを使用するのに必要な資格を有していないことも発見した。NTSBは、他の空港で採用されている標準的な方法をオヘア国際空港でも採用することを推奨した。